# Yunus Emre Konak
Yunus Emre Konak, né le 10 janvier 2006 à Batman en Turquie, est un footballeur turc qui évolue au poste de milieu défensif au Brentford FC.

## Biographie

### Carrière en club
Konak commence sa formation au Batman Tüpraşspor en 2016, puis rejoint le 1955 Batman Belediyespor début 2018. En octobre de la même année, il intègre le centre de formation de Sivasspor, où il évoluera jusqu'en 2023.
En mars 2023, il signe son premier contrat professionnel avec Sivasspor. Il fait ses débuts en Süper Lig le 13 août 2023 lors d'un match nul 1-1 contre Samsunspor,. Au cours de la première moitié de la saison 2023-2024, il dispute 17 matchs de championnat avec l'équipe première. En octobre 2023, il est nommé par The Guardian comme l'un des 60 meilleurs jeunes talents parmi les joueurs nés en 2006 dans le monde.
Le 11 janvier 2024, Konak rejoint le club anglais de Brentford, signant un contrat de cinq ans et demi. Il fait ses débuts avec Brentford le 28 août 2024 en entrant en jeu lors d'un match d'EFL Cup contre Colchester United. Il fait ses premiers pas en Premier League le 15 septembre 2024 lors d'une rencontre face à Tottenham Hotspur.

### Carrière en sélection
Konak est international espoirs turc à partir d'octobre 2023, appelé pour la première fois pour des matchs de qualification pour l'Euro espoirs.

## Statistiques

### En club
| Saison                | Club                  | Championnat           | Championnat | Championnat | Championnat | Coupe nationale | Coupe nationale | Coupe nationale | Coupe de la Ligue | Coupe de la Ligue | Coupe de la Ligue | Compétition(s) continentale(s) | Compétition(s) continentale(s) | Compétition(s) continentale(s) | Compétition(s) continentale(s) | Total | Total | Total |
| Saison                | Club                  | Division              | M.          | B.          | P.d.        | M.              | B.              | P.d.            | M.                | B.                | P.d.              | Comp.                          | M.                             | B.                             | P.d.                           | M.    | B.    | P.d.  |
| 2023-2024             | Sivasspor             | Süper Lig             | 17          | 0           | 1           | 0               | 0               | 0               | -                 | -                 | -                 | -                              | -                              | -                              | -                              | 17    | 0     | 1     |
| 2024-2025             | Brentford FC          | Premier League        | 10          | 0           | 0           | 0               | 0               | 0               | 2                 | 0                 | 0                 | -                              | -                              | -                              | -                              | 12    | 0     | 0     |
| Total sur la carrière | Total sur la carrière | Total sur la carrière | 27          | 0           | 1           | 0               | 0               | 0               | 2                 | 0                 | 0                 | -                              | 0                              | 0                              | 0                              | 29    | 0     | 1     |